# Orde van het Verheven Portret (Zanzibar)
De Orde van het Verheven Portret was een hoge onderscheiding van de Sultan van Zanzibar.
Het Sultanaat Zanzibar heeft in de 19e eeuw, toen de vorst steeds meer bemoeienis met de Europese machten kreeg, onderscheidingen ingesteld. Voor vreemde soevereinen was een Orde van het Verheven Portret voorzien met het portret van de vorst. Ook in Turkije werd een dergelijk ordeteken, in dat geval met een portret van de Osmaanse heerser of "Padisha", verleend.
De instelling van een degelijk ereteken op 21 schaban 1291 (22 september 1875) staat haaks op de oude islamitische traditie dat men geen portretten maakt of verspreidt.
De Orde van het Verheven Portret is de Ie Klasse van de Orde van de Stralende Ster. Het versiersel is een op de borst te dragen geschilderd portretminiatuur van de stichter Sultan of Hami Bargasch ben Saïd in een ovale omraming met briljanten en acht driepuntige in balletjes eindigende armen. Het geheel wordt gedekt door een kroon. Op de tekening van Gritxner zijn 45 edelstenen te zien.
De onderscheiding werd als een broche op de borst vastgepind. Er is geen lint aan verbonden.
Er zijn ook achtpuntige zilveren sterren en versierselen van het gebruikelijke vijfarmige model van de Orde van de Stralende Ster bekend met een portretmedaillon van de regerende Sultan. Deze zeer fraai uitgevoerde sterren en kleinoden zijn 20e-eeuwse uitvoeringen van de Orde van het Verheven Portret.